# Jambe (construction)
Pour les articles homonymes, voir Jambe (homonymie).
En architecture et construction, jambe désigne en général, un pilier de pierre de taille élevé aplomb dans un mur de maçonnerie pour porter les parties supérieures d'un bâtiment. Il y en a de différentes sortes relativement à leur situation et usage :
- jambe boutisse : pilier dont la queue (c'est-à-dire le bout brut ou équarri d'une pierre en boutisse qui est opposée à la tête ou parement, et qui entre dans le mur sans faire parpaing[M 2]) des assises est engagée dans un mur mitoyen ou de refend, de sorte que les deux parements sont en joints et qu'un des joints fait parement[M 3] ;
- jambe étrière : pilier de même que la jambe boutisse, mais qui est entre deux propriétés dont une partie ou la totalité de chaque assise est engagée dans le mur mitoyen et fait partie du mur de face, et dont l'un des bouts ou joints de chacune des assises, ou tous les deux, forment tableaux de baie de porte cochère, de boutique ou autre[M 3] ;
- jambe d'encoignure : pilier formant l'angle des deux faces d'un bâtiment isolé à cet angle[M 3]. Chaîne d'angle, chaînage d'angle ;
- jambe sous poutre : pilier de pierre formé de longues et de courtes assises engagées dans le corps du mur en maçonnerie, visible aux deux parements, et qu'on élève jusque sous la portée des poutres. On la nomme aussi « chaîne[M 3] ».